# Sókolov
Sókolov - Соколов (rus) - és un khútor de la República d'Adiguèsia, a Rússia. Es troba a 18 km al nord-oest de Koixekhabl i a 51 km al nord-est de Maikop, la capital de la república. El 2017 la vila estava deshabitada.
Pertany al municipi de Ieguerukhai.